# Karl Alewell
Karl Alewell (* 7. März 1931 in Hamburg; † 8. Februar 2012) war ein deutscher Wirtschaftswissenschaftler.

## Leben
Nach dem Abschluss als Diplom-Kaufmann 1955 (Universität Hamburg), promovierte Alewell 1957 ebenda zum Dr. rer. pol. Nach der Habilitation für Betriebswirtschaftslehre 1963, ebenfalls an der Universität Hamburg war er von 1965 bis 1996 Professor für allgemeine Betriebswirtschaftslehre, Marketing und Wissensmanagement an der Universität Gießen. Von 1978 bis 1986 war er Präsident dieser Universität. In dieser Zeit setzte er sich maßgeblich für die anhaltende Partnerschaft mit der Universität Łódź ein.
Von 1982 bis 1984 war Alewell Sprecher der Konferenz deutscher Hochschulpräsidenten und anschließend bis 1988 Vizepräsident der Westdeutschen Rektorenkonferenz. Von 1988 bis 1995 war er im Vorstand des Deutschen Akademischen Austauschdienstes (DAAD). Als Vorsitzender der Hochschulstrukturkommission Thüringen war Alewell außerdem Mitglied des Gründungsbeirates der Universität Erfurt.
Seine Forschungsgebiete waren Leitung, Mitbestimmung, Subventionen, Marketing und Hochschulmanagement (insbesondere Leitung, Organisation, Finanzierung, Controlling).

## Schriften (Auswahl)
- Der Markenartikel im Export. Anwendbarkeit und Formen des Markenartikelvertriebs. Wiesbaden 1959, OCLC 438660223.
- Subventionen als betriebswirtschaftliche Frage. Eine betriebswirtschaftliche Untersuchung ihres Wesens, ihrer Erfassung im betrieblichen Rechnungswesen und ihrer Wirkungen auf die empfangenden Betriebe. Köln 1965, OCLC 781872671.
- (Hg.): Betriebswirtschaftliche Strukturfragen. Beiträge zur Morphologie von erwerbswirtschaftlichen Unternehmungen und Genossenschaften, Festschrift zum 65. Geburtstag von Reinhold Henzler, Springer: Wiesbaden 1967.
- (Hg.): Entscheidungsfälle aus der Unternehmungspraxis, 3 Bände, Gabler: Wiesbaden 1971, 1980, 1981.
- mit Bernd Rittmeier: Dienstleistungsbetriebe als Gegenstand von Regionalförderungsmaßnahmen. Saarbrücken 1977, ISBN 3-88156-089-0.
- Autonomie mit Augenmaß. Vorschläge für eine Stärkung der Eigenverantwortung der Universitäten. Göttingen 1993, ISBN 3-525-85369-6.
- Marketing. Einführung in die Absatzwirtschaft, 9. Auflage, Gießen 1995.